# Knud Fladeland Nielsen
Knud Fladeland Nielsen (født 30. september 1953 i Nykøbing Mors) er en dansk arkitekt.
Han tog afgang fra Kunstakademiets Arkitektskole 1986 og har været gæstelærer ved Facolta di Architettura, Politecnico di Milano, Milano, Italien, 1990, projektlærer på Danmarks Designskole 1992-96, timelærer på Kunstakademiets Arkitektskole 1992-94 og har været lektor ved Kunstakademiets Arkitektskole siden 1994. Derudover har han en række tillidshverv og har modtaget et lang række udmærkelser.
I 2000 vandt han konkurrencen om et nyt hus til Hotel Pro Forma.

## Hæder
- 1988: Architect, Friherre Theophilos Hansens Rejselegat
- 1989: Tildeling fra Danmarks Nationalbanks Jubilæumsfond af 1968
- 1989: Tildeling fra Margot & Thorvald Dreyers Fond
- 1989: Det Italienske Statsstipendium fra Det Italienske Kulturinstitut
- 1990: Tildeling fra Lemvigh Müller & Munck A/S' Fond
- 1991: Arkitekt, Professor Chr. L. Thurens Mindelegat
- 1991: Tildeling fra Direktør, dr. techn. A.N. Neergaard og Hustrus Fond
- 1991: Tildeling fra Akademiraadets Rejsefond
- 1992: Tildeling fra Statens Kunstfond
- 1994: Bikubens Boligfonds Rejselegat
- 1995: Merete og Helge Finsens Hæderslegat
- 1995: Statens Kunstfond, arbejdslegat
- 1995: Statens Kunstfond, rejselegat
- 1996: Statens Kunstfonds 3-årige arbejdslegat
- 2000: Tildeling fra Ny Carlsbergfondet
- 2000: Tildeling fra Margot & Thorvald Dreyers Fond
- 2001: Eckersberg Medaillen
- 2001: Margot & Thorvald Dreyers Ærespris
- 2001: Tildeling fra Sophus Fonden
- 2001: Tildeling fra Danmarks Nationalbanks Jubilæumsfond af 1968
- 2002: Tildeling fra Margot & Thorvald Dreyers Fond
- 2002: Tildeling fra Statens Kunstfond
- 2004: Statens Kunstfonds livsvarige ydelse